# Helena Štusáková
Helena Štusáková es una deportista checa que compitió en judo. Ganó una medalla de bronce en el Campeonato Europeo de Judo de 1996, en la categoría de –66 kg.

## Palmarés internacional
| Campeonato Europeo | Campeonato Europeo     | Campeonato Europeo | Campeonato Europeo |
| Año                | Lugar                  | Medalla            | Categoría          |
| ------------------ | ---------------------- | ------------------ | ------------------ |
| 1996               | La Haya (Países Bajos) | Medalla de bronce  | –66 kg             |